# در ترس (فیلم)
در ترس (به انگلیسی in fear) فیلم ژانر وحشت بریتانیایی به کارگردانی و نویسندگی جرمی لاورینگ در سال ۲۰۱۳ است. فیلم نخستین بار در ۲۰ جانویه ۲۰۱۳ در جشنواره فیلم ساندنس به نمایش عموم درآمد. دو ستارهٔ جوان این فیلم ایان د کسکر و آلیس انگلرت به عنوان زوجی جوان توسط ضاربی ناشناخته ترسانده می‌شوند.